# Can Donjó
Can Donjó o Mas Mató és una obra de Regencós (Baix Empordà) inclosa a l'Inventari del Patrimoni Arquitectònic de Catalunya.

## Descripció
Masia del segle xviii situada als afores del poble de Regencós en el sector menys accidentat del terme municipal.
Constituït estructuralment per tres crugies. Planta baixa, pis i altell. Està cobert a dues aigües. Construït amb pedra i morter de calc, l'estructura portant, i amb teula àrab, la coberta. El sostre de la planta baixa, està solucionat amb voltes, mentre que el del primer pis i el sostre de la coberta estan fets amb cairats de fusta, i travessers, també de fusta.

## Història
Al seu voltant hi apareixen una pallissa, i un altre annexa.
En la guerra carlina, l'edifici va ésser utilitzat com a quarter general.